# Praomyini
Praomyini – plemię ssaków z podrodziny myszy (Murinae) w obrębie rodziny myszowatych (Muridae).

## Zasięg występowania
Plemię obejmuje gatunki występujące w Afryce i na Półwyspie Arabskim.

## Podział systematyczny
Do plemienia należą następujące rodzaje:
- Heimyscus Misonne, 1969 – dymnomyszka – jedynym przedstawicielem jest Heimyscus fumosus (Brosset, Dubost & Heim de Balsac, 1965) – dymnomyszka równikowa
- Hylomyscus O. Thomas, 1926 – myszówka
- Serengetimys Nicolas, Mikula & Bryja, 2021 – jedynym przedstawicielem jest Serengetimys pernanus (Kershaw, 1921) – myszorówka karłowata
- Montemys Nicolas & Bryja, 2021 – jedynym przedstawicielem jest Montemys delectorum (O. Thomas, 1910) – pramyszówka rozkoszna
- Chingawaemys Lavrenchenko, Mikula & Bryja, 2021 – jedynym przedstawicielem jest Chingawaemys rarus Lavrenchenko, Mikula & Bryja, 2021
- Praomys O. Thomas, 1915 – pramyszówka
- Congomys Nicolas & Bryja, 2021
- Myomyscus Shortridge, 1942 – myszkówka – jedynym przedstawicielem jest Myomyscus verreauxii (A. Smith, 1834) – myszkówka białonoga
- Zelotomys Osgood, 1910 – myszatka
- Colomys O. Thomas & Wroughton, 1907 – brodzik
- Nilopegamys Osgood, 1928 – nilak – jedynym przedstawicielem jest Nilopegamys plumbeus Osgood, 1928 – nilak ziemnowodny
- Stenocephalemys Frick, 1914 – wąskogłówka
- Ochromyscus Nicolas, Mikula & Bryja, 2021
- Mastomys O. Thomas, 1915 – myszorówka